# 银厂沟
银厂沟是位于四川省彭州市龙门山镇境内的4A级风景区，海拔高度约2000米，距离成都市区70公里，年降水量超过1300毫米。银厂沟地处龙门山褶皱带，曾经层峦峭立、峡谷纵横、 古木蔽日，是距成都最近的天然避暑休闲之地。
但是在2008年5月12日，汶川大地震之后成为一片废墟。

## 成因
银厂沟位于龙门山褶皱带的南西段。龙门山地区曾在元古代晚期、三叠纪晚期以及新和老第三纪时期发生了三次强烈的造山运动。第一次造山运动伴有岩浆侵入和山喷发活动。第二次印支造山运动，使上震旦—中三叠地层发生摺皱并形成一些断裂构造。第三次喜马拉雅造山运动，使龙门山脉进一步抬升，并使古断裂复活，同时也出现一些新的断裂。
受喜马拉雅造山运动的影响，龙门山区相对上升,河流下蚀较强，形成了深深下切的“V”字型峡谷，峡谷地带降雨量大，森林茂密，水土保持良好，流水不断，形成大量瀑布景观。土壤含有钠、钾等微量元素，降水量大，形成原始森林。

## 汶川地震震后

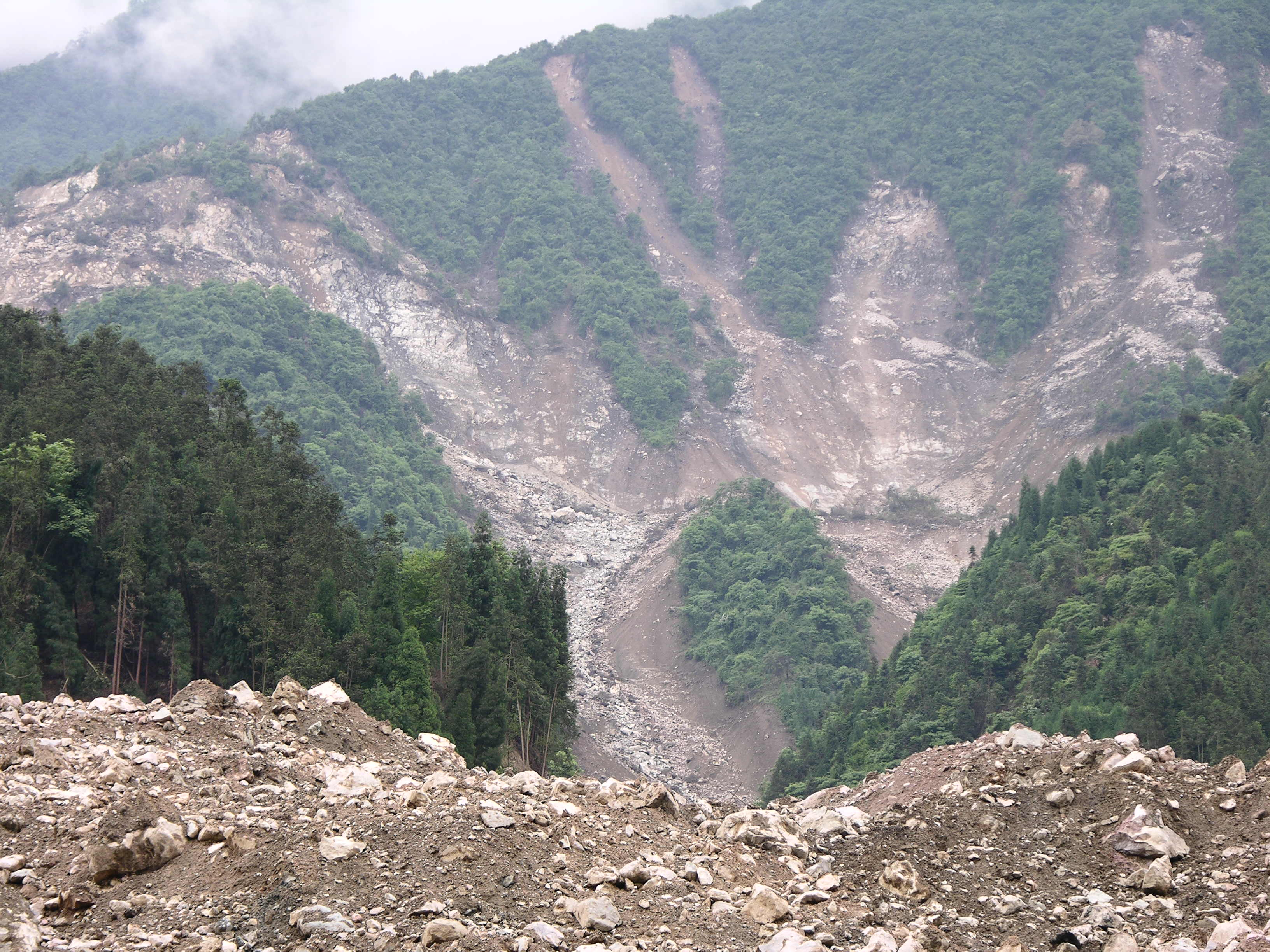
银厂沟滑坡情况，摄于2008年6月7日

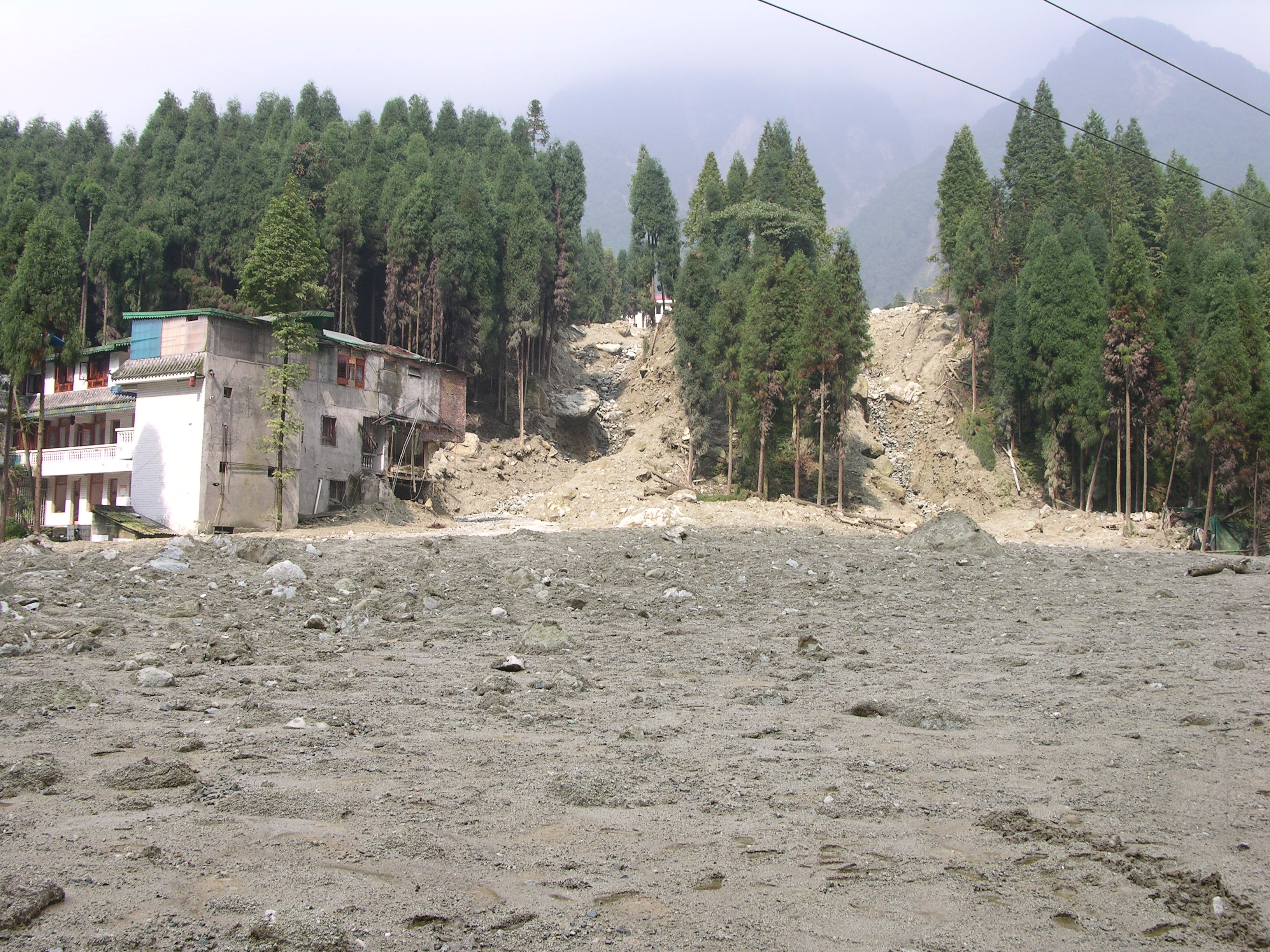
银厂沟附近的房屋，摄于2008年9月21日

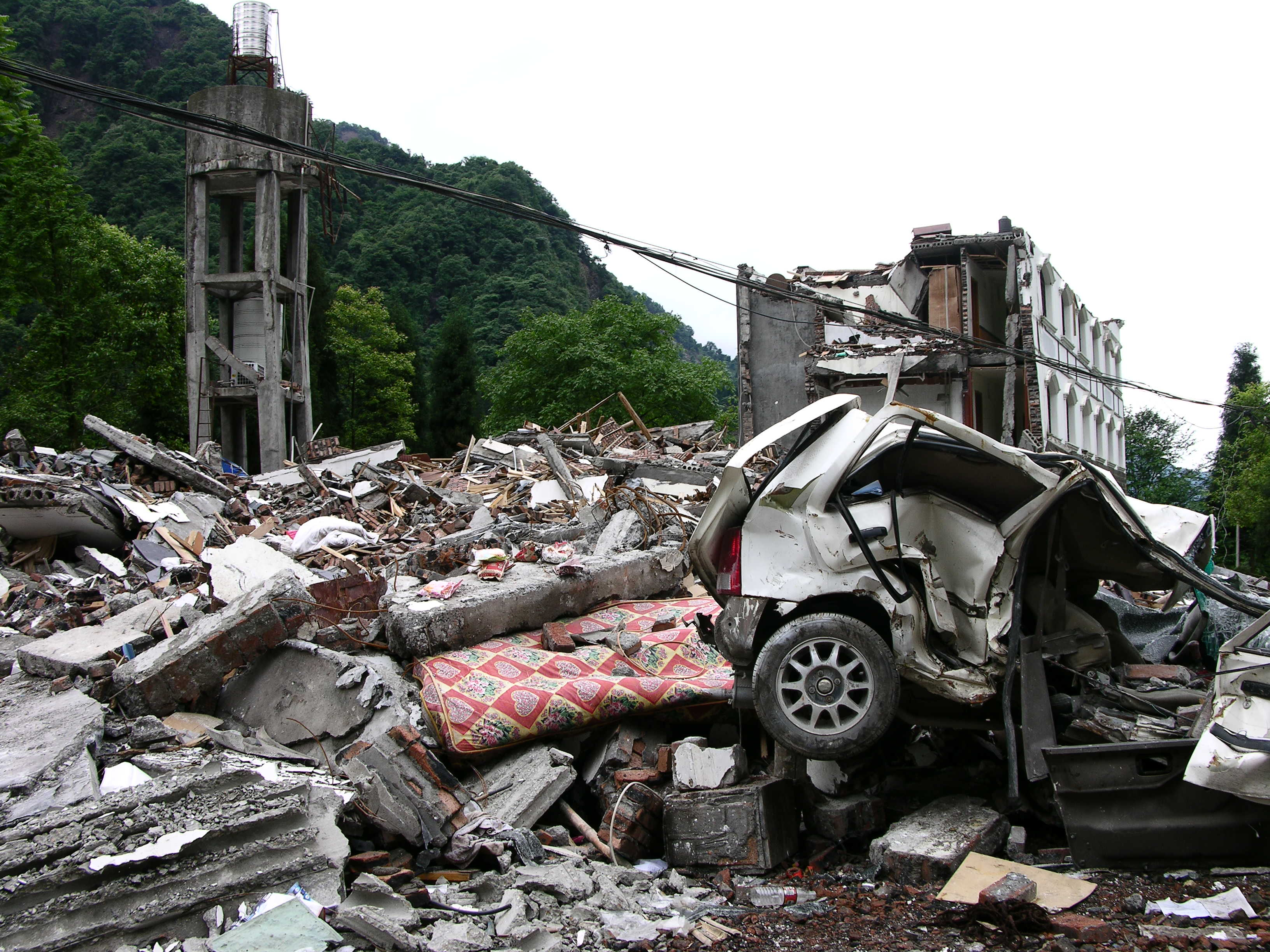
银厂沟的房屋、汽车损毁，摄于2008年6月7日

地震引起山体滑坡，通往银厂沟的旅游公路被封堵。在风景区附近的谢家店子村被岩石掩埋。在景区内的景点小龙潭，山体垮塌，掩埋湖泊，树木折断。银厂沟内共有88家农家乐，其中只有两家没有倒塌，但也摇摇欲坠。

## 再开发
汶川大地震后，在银厂沟境内开发新景区卧龙谷。